# کریم زدادکه
کریم زدادکه (عربی: كريم زدادكة؛ زادهٔ ۹ ژوئن ۲۰۰۰) بازیکن فوتبال است.
وی عضو باشگاه‌هایی همچون باشگاه فوتبال نیس، باشگاه فوتبال ناپولی و باشگاه فوتبال رویال شارلوا بوده‌است.